# Апоптоза
Апоптозата (на старогръцки: ἀπόπτωσις, apóptōsis, „отмиране“, на латински: apoptosis) е процес на програмирана смърт на отделни клетки или цели структури в организма. Тя се състои от множество биохимични процеси, които причиняват редица необратими морфологични промени в клетката – фрагментация на ДНК, промени в клетъчната мембрана, кондензация на хроматина и други, несъвместими с нормалното функциониране и оцеляване на клетката в организма.
Апоптозата е физиологичен процес на самоунищожаване на клетката, който цели по-ефективното адаптиране на целия организъм към заобикалящата го среда. Умирането на клетки вследствие на увреждания, причинени от неблагоприятни въздействия и неефективно адаптиране на организма към заобикалящата го среда, се означава като некроза и е патологичен процес.
Установено е, че в ДНК на клетките е програмирано те да се самоунищожат, когато станат опасни за организма, в който се развиват. Ако програмираната клетъчна смърт не се активира, става възможно да се развият уродства (през ембрионалния период), болести или тумори (през периода на самостоятелен живот).
Типичен пример за апоптотичен процес при хората е разделянето на пръстите на крайниците през ембрионалното развитие.
Основните разлики между некрозата и апоптозата са:
| НЕКРОЗА | АПОПТОЗА |
| --- | --- |
| патологичен процес | физиологичен процес |
| засяга тъкани, органи и по-обширни части от организма; трудно се ограничава на ниво клетка                             | протича на ниво клетка, рядко на ниво тъкан                                                                                |
| започва извънклетъчно, под въздействието на неблагоприятни фактори                                                     | започва вътреклетъчно, под въздействие на условията, програмирани в ДНК на клетката                                        |
| протича въпреки противодействието на вътрешните адаптационни и регулаторни механизми на клетката                       | протича с активното съучастие на вътрешните адаптационни и регулаторни механизми на клетката                               |
| първо загиват и се разпадат цитоплазмените органели; ядрото умира последно                                             | първо загива и се разпада ядрото; цитоплазмените органели умират и се разпадат впоследствие                                |
| загиват функционални клетки, тъкани или органи, от които организмът се нуждае                                          | загиват непотребни за организма клетки и тъкани                                                                            |
| вътрешните адаптационни и регулаторни механизми на организма се стремят да ограничат, и да спрат развитието на процеса | вътрешните адаптационни и регулаторни механизми на организма не се опитват да ограничат или да спрат развитието на процеса |
| организмът се стреми да възстанови загубените клетки, тъкани или органи                                                | организмът не се опитва да възстанови загубените клетки и тъкани                                                           |